# Banjo-Pilot
Banjo-Pilot ist ein Rennspiel für den Game Boy Advance, das erstmals am 12. Januar 2005 veröffentlicht wurde. Entwickelt wurde das Spiel vom britischen Studio Rare und von THQ vermarktet. Es ist das letzte Spiel der Banjo-Kazooie-Reihe, das für eine Nintendo-Konsole erschien. Es wird als inoffizieller Nachfolger von Diddy Kong Racing gehandelt.

## Gameplay
In Banjo-Pilot gibt es acht spielbare Charaktere aus der Banjo-Kazooie-Reihe, unter anderem Banjo, Kazooie, Mumbo Jumbo, Jinjo, Humba Wumba, Gruntilda, Klungo und weitere. Das Spiel ist ein klassischer Fun-Racer wie etwa Mario Kart und hat keinerlei Hintergrundgeschichte. Die Charaktere fahren jedoch nicht, wie bei Mario Kart üblich, in einem Go-Kart, sondern in einem Flugzeug. Da die Strecken jedoch relativ "flach" sind, kann die Flughöhe jedoch nur geringfügig verändert werden. Das Spiel enthält außerdem eine Reihe verschiedener Items. Insgesamt gibt es 16 Rennstrecken, die sich untereinander teilweise sehr stark ähneln und allesamt Orten aus Banjo-Kazooie nachempfunden sind. Es gibt mehrere Modi wie etwa Grand Prix, Schnelles Rennen, Zeitfliegen und Puzzlo-Prüfung. Bei letzterem müssen 6 Puzzle-Teile während eines Rennens eingesammelt werden, das zu dem auf dem ersten Platz abgeschlossen werden muss. Es können zudem Extras freigeschaltet werden. Außerdem besteht die Möglichkeit, über ein Linkkabel bis zu vier Game-Boys miteinander zu verbinden und damit mit bis zu vier weiteren Personen zu spielen.

## Entwicklung
Ursprünglich sollte das Spiel unter dem Namen Diddy Kong Pilot erscheinen und befand sich bereits im Jahr 2001 in Entwicklung. Es hätten ausschließlich Charaktere der Donkey-Kong-Reihe im Spiel enthalten sein sollen. Rare arbeitete damals neben Diddy Kong Pilot zeitgleich auch an den Game-Boy-Advance-Spielen Sabre Wulf und Banjo-Kazooie: Grunty’s Rache und an einem Heimkonsolen-Pendant zu Diddy Kong Pilot, Donkey Kong Racing, das für den GameCube hätte erscheinen sollen. Als Rare jedoch Ende 2002 von Microsoft gekauft wurde, um fortan exklusiv für Microsofts eigene Konsole Xbox zu entwickeln, wurde die Entwicklung an den damaligen Projekten zunächst eingestellt. Im Januar 2005 erschien das Spiel schließlich nach langen Verschiebungen unter dem Titel Banjo-Pilot. Das Spiel war vollständig überarbeitet worden und alle Charaktere der Donkey-Kong-Reihe, deren Rechte bei Nintendo lagen, wurden entfernt und gegen Charaktere aus Banjo-Kazooie ausgetauscht. Zwischenzeitlich hätte das Spiel in voller 3D-Grafik erscheinen sollen jedoch wurde von diesem Grafikstil während der Entwicklung wieder davon Abstand genommen und auf eine "flache" Mode-7-Grafik umgestellt. Banjo-Pilot ist der letzte Banjo-Kazooie-Titel für eine Nintendo-Konsole. Vertrieben wurde das Spiel von THQ, die bereits 2004 einige Game-Boy-Spiele von Rare, die sich schon vor dem Aufkauf durch Microsoft in Entwicklung befanden, auf den Markt gebracht hatten. Banjo-Pilot erschien nicht in Japan.

## Rezeption
Das Online-Spielemagazin 4Players lobte eine schöne Grafik, tolle Akustik und einfache Steuerung, während es ein immergleiches Leveldesign sowie den Fakt, dass man bei einem Rennen mit Flugzeugen dem Streckenverlauf am Boden folgen muss kritisierte und vergab eine Wertung von 74 %.
Die Website Gamezone.de lobte ebenfalls eine hübsche Grafik, gelungenen Sound und eine einfache Steuerung, kritisierte allerdings einen geringen Anspruch sowie veraltetes Gameplay ohne neue Ideen und vergab eine Wertung von 7,8 von 10 Punkten.